# Mistrzostwa Europy Juniorów w Lekkoatletyce 1977
4. Mistrzostwa Europy Juniorów w Lekkoatletyce – zawody lekkoatletyczne, które odbyły się od 19 do 21 sierpnia 1977 roku w Doniecku na terenie Ukraińskiej Socjalistycznej Republiki Radzieckiej. Areną zmagań młodych sportowców był Stadion Olimpijski w Doniecku.

## Rezultaty

### Mężczyźni
| Konkurencja:          | Złoto:                                                                        | Złoto:  | Srebro:                                                                             | Srebro: | Brąz:                                                                             | Brąz:   |
| --------------------- | ----------------------------------------------------------------------------- | ------- | ----------------------------------------------------------------------------------- | ------- | --------------------------------------------------------------------------------- | ------- |
| 100 m                 | Hermann Panzo                                                                 | 10.40   | Olaf Prenzler                                                                       | 10,53   | Bernhard Hoff                                                                     | 10,53   |
| 200 m                 | Bernhard Hoff                                                                 | 20,59   | Bernd Sattler                                                                       | 21,05   | Pascal Barré                                                                      | 21,12   |
| 400 m                 | Roberto Tozzi                                                                 | 47,18   | Wiaczesław Docenko                                                                  | 47,32   | Steve Wymark                                                                      | 47,50   |
| 800 m                 | Andreas Busse                                                                 | 1:47,8  | Detlef Wagenknecht                                                                  | 1:48,2  | Guy Tondeur                                                                       | 1:48,6  |
| 1500 m                | Ari Paunonen                                                                  | 3:41,6  | Chris Sly                                                                           | 3:44,6  | Pierre Délèze                                                                     | 3:45,0  |
| 3000 m                | José Manuel Abascal                                                           | 7:58,3  | Werner Schildhauer                                                                  | 8:01,0  | Hansjörg Kunze                                                                    | 8:01,2  |
| 5000 m                | Nathaniel Muir                                                                | 13:49,1 | Volkmar Betz                                                                        | 13:51,0 | Nicholas Lees                                                                     | 13:53,3 |
| 2000 m z przeszkodami | Vesa Laukkanen                                                                | 5:30,2  | Domingo Ramón                                                                       | 5:34,1  | Paul Nothacker                                                                    | 5:34,8  |
| 110 m przez płotki    | Arto Bryggare                                                                 | 13,84   | Mark Holtom                                                                         | 14,29   | Ingo Bruhn                                                                        | 14,39   |
| 400 m przez płotki    | Manfred Konow                                                                 | 50,61   | Stefan Piecyk                                                                       | 51,23   | Gary Oakes                                                                        | 51,33   |
| Chód na 10000 m       | Mykoła Winniczenko                                                            | 41:31,6 | Ronald Weigel                                                                       | 42:56,7 | Bengt Simonsen                                                                    | 43:29,3 |
| Skok wzwyż            | Władimir Jaszczenko                                                           | 2,30    | Andre Schneider-Laub                                                                | 2,20    | Alessandro Brogini                                                                | 2,14    |
| Skok o tyczce         | Wiktor Spasow                                                                 | 5,30    | Felix Böhni                                                                         | 5,20    | Atanas Tyrew                                                                      | 5,10    |
| Skok w dal            | Stanisław Jaskułka                                                            | 7,77    | Iwan Tuparow                                                                        | 7,63    | Aleksandr Kozłow                                                                  | 7,59    |
| Trójskok              | Hienadzij Walukiewicz                                                         | 16,60   | Wasilij Griszczenkow                                                                | 16,31   | Klaus Kubler                                                                      | 16,22   |
| Pchnięcie kulą        | Dietmar Krumm                                                                 | 18,87   | Roland Steuk                                                                        | 17,61   | Aleksandr Stiepankow                                                              | 17,50   |
| Rzut dyskiem          | Jurij Dumczew                                                                 | 53,30   | Alfonz Saskoi                                                                       | 53,14   | Werner Hartmann                                                                   | 52,24   |
| Rzut młotem           | Roland Steuk                                                                  | 70,78   | Siergiej Litwinow                                                                   | 68,76   | Władimir Nagurnyj                                                                 | 67,60   |
| Rzut oszczepem        | Klaus Tafelmeier                                                              | 84,14   | Arto Härkönen                                                                       | 82,98   | Roman Zwierzchowski                                                               | 82,56   |
| Sztafeta 4 × 100 m    | Francja · Pierrick Thessard, · Hermann Panzo, · Patrick Barré, · Pascal Barré | 39,99   | NRD · Erhard Gernand, · Klaus Thiele, · Thomas Malke, · Bernhard Hoff               | 40,25   | Polska · Marek Fostiak, · Eugeniusz Krawsz, · Marek Radtke, · Krzysztof Zwoliński | 40,66   |
| Sztafeta 4 × 400 m    | NRD · Carsten Petters, · Bernhard Hoff, · Detlef Wagenknecht, · Manfred Konow | 3:07,8  | ZSRR · Walerij Stasiuk, · Michaił Linge, · Nikołaj Czerniecki, · Wiaczesław Docenko | 3:08,5  | Wielka Brytania · Greg Stewart, · Daley Thompson, · Steve Wymark, · Andrew Kerr   | 3:09,5  |
| Dziesięciobój         | Daley Thompson                                                                | 7647    | Ronald Wiese                                                                        | 7564    | Jürgen Hingsen                                                                    | 7524    |

### Kobiety
| Konkurencja:       | Złoto:                                                                       | Złoto: | Srebro:                                                                | Srebro: | Brąz:                                                                                      | Brąz:  |
| ------------------ | ---------------------------------------------------------------------------- | ------ | ---------------------------------------------------------------------- | ------- | ------------------------------------------------------------------------------------------ | ------ |
| 100 m              | Bärbel Lockhoff                                                              | 11,48  | Simone Naumann                                                         | 11,60   | Kathy Smallwood                                                                            | 11,71  |
| 200 m              | Bärbel Lockhoff                                                              | 23,12  | Karin Verguts                                                          | 23,37   | Kathy Smallwood                                                                            | 23,53  |
| 400 m              | Gaby Bussmann                                                                | 52,33  | Karin Wahren                                                           | 52,99   | Katrin Schulz                                                                              | 53,29  |
| 800 m              | Martina Kampfert                                                             | 2:01,7 | Hildegard Ullrich                                                      | 2:02,3  | Josephine White                                                                            | 2:03,4 |
| 1500 m             | Dorthe Rasmussen                                                             | 4:20,9 | Ursula Sauer                                                           | 4:21,7  | Nadieżda Rodina                                                                            | 4:22,6 |
| 100 m przez płotki | Kerstin Claus                                                                | 13,32  | Regina Beyer                                                           | 13,33   | Marija Kiemienczeży                                                                        | 13,71  |
| Skok wzwyż         | Kristine Nitzsche                                                            | 1,88   | Marlis Wilken                                                          | 1,86    | Sabine Serk Danuta Bułkowska                                                               | 1,81   |
| Skok w dal         | Nadieżda Zujewa                                                              | 6,35   | Astrid Beiersdorf                                                      | 6,34    | Heike Duwe                                                                                 | 6,30   |
| Pchnięcie kulą     | Simone Michel                                                                | 18,10  | Cordula Schulze                                                        | 18,00   | Tatiana Szczerbanos                                                                        | 15,78  |
| Rzut dyskiem       | Ines Reichenbach                                                             | 52,06  | Gisela Beyer                                                           | 51,36   | Ludmiła Diewicka                                                                           | 50,72  |
| Rzut oszczepem     | Heidi Repser                                                                 | 61,96  | Petra Felke                                                            | 57,68   | Roswitha Potrek                                                                            | 55,08  |
| Sztafeta 4 × 100 m | NRD · Simone Naumann, · Bärbel Lockhoff, · Kerstin Claus, · Birgit Rabe      | 44,17  | RFN · Gisela Eichler, · Silke Rasch, · Claudia Steger, · Ulrike Sommer | 44,63   | Wielka Brytania · Heather Hunte, · Kathy Smallwood, · Michelle Probert, · Janine MacGregor | 44,71  |
| Sztafeta 4 × 400 m | RFN · Gaby Bussmann, · Claudia Steger, · Friedericke Vombohr, · Ina Wallburg | 3:32,8 | NRD · Heike Hempel, · Margit Kröning, · Katrin Schulz, · Karin Wahren  | 3:34,7  | ZSRR · Galina Lew, · Natalia Daniłowa, · Irina Chiomina, · Tatiana Sawczenko               | 3:39,5 |
| Pięciobój          | Kristine Nitzsche                                                            | 4409   | Iris Kunstner                                                          | 4152    | Ina Losch                                                                                  | 4116   |

## Klasyfikacja medalowa
| Klasyfikacja medalowa | Klasyfikacja medalowa | Klasyfikacja medalowa | Klasyfikacja medalowa | Klasyfikacja medalowa | Klasyfikacja medalowa |
| --------------------- | --------------------- | --------------------- | --------------------- | --------------------- | --------------------- |
| Miejsce               | Kraj                  |                       |                       |                       |                       |
| 1                     | NRD                   | 15                    | 16                    | 6                     | 37                    |
| 2                     | ZSRR                  | 6                     | 3                     | 8                     | 17                    |
| 3                     | RFN                   | 4                     | 7                     | 6                     | 17                    |
| 4                     | Finlandia             | 3                     | 1                     | 0                     | 4                     |
| 5                     | Wielka Brytania       | 2                     | 2                     | 8                     | 12                    |
| 6                     | Francja               | 2                     | 0                     | 1                     | 3                     |
| 7                     | Polska                | 1                     | 1                     | 3                     | 5                     |
| 8                     | Hiszpania             | 1                     | 1                     | 0                     | 2                     |
| 9                     | Włochy                | 1                     | 0                     | 1                     | 2                     |
| 10                    | Dania                 | 1                     | 0                     | 0                     | 1                     |
| 11                    | Belgia                | 0                     | 1                     | 1                     | 2                     |
| 11                    | Bułgaria              | 0                     | 1                     | 1                     | 2                     |
| 11                    | Szwajcaria            | 0                     | 1                     | 1                     | 2                     |
| 14                    | Węgry                 | 0                     | 1                     | 0                     | 1                     |
| 15                    | Szwecja               | 0                     | 0                     | 1                     | 1                     |